# Classement mondial de football Elo
Le classement mondial de football Elo est un classement non officiel des différentes nations pratiquant le football au niveau mondial.
Ce classement est apparu en contestation du classement FIFA, jugé moins fiable que le classement fondé sur la méthode Elo, en usage notamment pour classer les joueurs d'échecs. En revanche, le classement mondial féminin de la FIFA officiel est bien fondé, lui, sur le mode de calcul Elo.
La méthode de classement Elo a été mise au point par le mathématicien américain d'origine hongroise Árpád Élő (1903-1992) dans les années 1950. Il est utilisé par la FIDE, la Fédération internationale des échecs pour le classement des joueurs mais aussi par la Fédération européenne de go. En 1997, Bob Runyan décida d'adapter cette méthode pour les équipes nationales de football et publia ses résultats sur Internet. Le site  World Football Elo Ratings est alors créé dont il fut le premier administrateur. Le site est désormais géré par Kirill Bulygin.

## Top 50
Classement World Football Elo Ratings du 20 avril 2025. Le rang FIFA est celui du 20 avril 2025.
|  | Pays membre de l'AFC       |
|  | Pays membre de la CAF      |
|  | Pays membre de la CONCACAF |
|  | Pays membre de la CONMEBOL |
|  | Pays membre de l'OFC       |
|  | Pays membre de l'UEFA      |

| Rang Elo | Evolution annuelle | Nation     | Points | Rang FIFA |
| -------- | ------------------ | ---------- | ------ | --------- |
| 1        | 3                  | Espagne    | 2150   | 2         |
| 2        | 1                  | Argentine  | 2140   | 1         |
| 3        | 1                  | France     | 2031   | 3         |
| 4        | 2                  | Angleterre | 2012   | 4         |
| 5        | 2                  | Brésil     | 1994   | 5         |
| 6        | 7                  | Allemagne  | 1998   | 10        |
| 6        | 1                  | Portugal   | 1998   | 7         |
| 8        | 2                  | Pays-Bas   | 1967   | 6         |
| 9        | 3                  | Colombie   | 1953   | 14        |
| 10       | 2                  | Uruguay    | 1922   | 13        |
| 11       | Stable             | Italie     | 1914   | 9         |
| 12       | Stable             | Croatie    | 1912   | 11        |
| 13       | 1                  | Équateur   | 1911   | 24        |
| 14       | 3                  | Japon      | 1875   | 15        |
| 15       | 4                  | Danemark   | 1862   | 21        |
| 16       | 7                  | Belgique   | 1844   | 8         |
| 16       | 8                  | Serbie     | 1844   | 31        |
| 18       | 13                 | Turquie    | 1837   | 27        |
| 18       | 2                  | Autriche   | 1837   | 22        |
| 20       | 14                 | Grèce      | 1830   | 40        |
| 21       | 1                  | Iran       | 1829   | 18        |
| 22       | 14                 | Norvège    | 1828   | 38        |
| 23       | 1                  | Mexique    | 1817   | 17        |
| 24       | 3                  | Suisse     | 1812   | 20        |
| 25       | 10                 | Ukraine    | 1809   | 25        |

| Rang Elo | Evolution annuelle | Nation         | Points | Rang FIFA |
| -------- | ------------------ | -------------- | ------ | --------- |
| 26       | 4                  | Maroc          | 1807   | 12        |
| 27       | 16                 | Paraguay       | 1799   | 48        |
| 28       | 1                  | Russie         | 1790   | 35        |
| 29       | 10                 | Canada         | 1779   | 30        |
| 30       | 5                  | Sénégal        | 1759   | 19        |
| 31       | 4                  | Tchéquie       | 1756   | 39        |
| 32       | 5                  | Corée du Sud   | 1745   | 23        |
| 33       | 2                  | Slovénie       | 1744   | 51        |
| 34       | 9                  | Écosse         | 1743   | 44        |
| 34       | 1                  | Venezuela      | 1743   | 47        |
| 36       | 8                  | Suède          | 1737   | 28        |
| 36       | 5                  | Pays de Galles | 1737   | 29        |
| 38       | 9                  | Australie      | 1736   | 26        |
| 39       | 7                  | Pérou          | 1725   | 42        |
| 40       | 2                  | Panama         | 1724   | 33        |
| 41       | 19                 | États-Unis     | 1723   | 16        |
| 42       | 2                  | Chili          | 1722   | 52        |
| 43       | 25                 | Hongrie        | 1716   | 37        |
| 43       | 7                  | Géorgie        | 1716   | 68        |
| 45       | 1                  | Algérie        | 1711   | 36        |
| 46       | 8                  | Pologne        | 1705   | 34        |
| 47       | 1                  | Ouzbékistan    | 1696   | 57        |
| 48       | Stable             | Roumanie       | 1685   | 45        |
| 48       | 1                  | Slovaquie      | 1685   | 46        |
| 50       | 5                  | Égypte         | 1668   | 32        |

## Records Elo par pays
| Rang | Pays             | Points | Date               | Rang au moment du record |
| ---- | ---------------- | ------ | ------------------ | ------------------------ |
| 1    | Hongrie          | 2230   | 30 juin 1954       | 1er                      |
| 2    | Allemagne        | 2223   | 13 juillet 2014    | 1er                      |
| 3    | Angleterre       | 2216   | 9 novembre 1912    | 1er                      |
| 4    | Brésil           | 2194   | 17 juin 1962       | 1er                      |
| 5    | Espagne          | 2165   | 23 juin 2013       | 1er                      |
| 6    | Argentine        | 2159   | 3 avril 1957       | 1er                      |
| 7    | Belgique         | 2158   | 27 juin 2021       | 1er                      |
| 8    | Pays-Bas         | 2154   | 12 juillet 2014    | 2e                       |
| 9    | France           | 2137   | 30 mai 2001        | 1er                      |
| 10   | Italie           | 2132   | 11 juin 1939       | 1er                      |
| 11   | Uruguay          | 2108   | 13 juin 1928       | 1er                      |
| 12   | Écosse           | 2104   | 10 mars 1888       | 1er                      |
| 13   | Union soviétique | 2088   | 23 juillet 1966    | 1er                      |
| 14   | Pologne          | 2083   | 1er septembre 1974 | 2e                       |
| 15   | Danemark         | 2077   | 25 juin 1916       | 1er                      |
| 16   | Autriche         | 2068   | 31 mai 1934        | 1er                      |
| 17   | Chili            | 2041   | 26 juin 2016       | 3e                       |
| 18   | Tchéquie         | 2038   | 27 juin 2004       | 1er                      |
| 19   | Colombie         | 2035   | 28 juin 2014       | 5e                       |
| 20   | Portugal         | 2022   | 28 juillet 1966    | 3e                       |

## Principes de calcul
Le classement s'appuie sur la formule suivante :
{\displaystyle R_{n}=R_{o}+KG(W-W_{e})}
|                       |                                          |
| {\displaystyle R_{n}} | = Nouvel Elo                             |
| {\displaystyle R_{o}} | = Ancien Elo                             |
| {\displaystyle K}     | = Poids selon le type de compétition     |
| {\displaystyle G}     | = Coefficient selon la différence de but |
| {\displaystyle W}     | = Résultat du match                      |
| {\displaystyle W_{e}} | = Résultat théorique                     |

| Type de compétition                                                 | Poids (K) |
| ------------------------------------------------------------------- | --------- |
| Phase finale de la coupe du monde                                   | 60        |
| Championnats continentaux ou intercontinentaux                      | 50        |
| Qualifications à la Coupe du monde ou aux championnats continentaux | 40        |
| Autres tournois                                                     | 30        |
| Matches amicaux                                                     | 20        |

Le coefficient pour différence de buts est défini comme suit :
- Défaite ou victoire avec moins de deux buts d'écart : {\displaystyle G=1}
- Deux buts d'écart : {\displaystyle G=1+1/2}
- Trois buts d'écart : {\displaystyle G=1+{\frac {3}{4}}}
- Quatre buts d'écart ou plus : {\displaystyle G=1+{\frac {3}{4}}+{\frac {N-3}{8}}} avec {\displaystyle N} différence de buts

Le résultat du match est défini comme suit :
- Victoire : {\displaystyle W=1}
- Nul : {\displaystyle W=0.5}
- Défaite : {\displaystyle W=0}

Le résultat théorique est calculé ainsi : {\displaystyle W_{e}={\frac {1}{10^{-dr/400}+1}}}
où {\displaystyle dr} est égal à la différence entre les points elo (avant le match) des deux équipes plus 100 points pour une équipe jouant à domicile.